# Sakkmegnyitások listája
A lista a Sakkmegnyitások enciklopédiája (Encyclopedia of Chess Openings, ECO) kategóriarendszere alapján készült. Nem tartalmazza a számos alváltozatot, amelyeknek a forrásként megadott honlapon lehet utána nézni.

## A
További alváltozatok az A kategóriában (angolul):
- A00 Rendhagyó megnyitások: 
  - Anderssen-megnyitás
  - Amar-megnyitás
  - Barnes-megnyitás
  - Benkő-megnyitás
  - Clemenz-megnyitás
  - Desprez-megnyitás
  - Dunst-megnyitás
  - Durkin-megnyitás
  - Grob-támadás
  - Mieses-megnyitás
  - Saragossa-megnyitás
  - Orangután-megnyitás
  - Van't Kruijs-megnyitás
  - Ware-megnyitás
- A01 Larsen-megnyitás
- A02 Bird-megnyitás
- A03 Bird megnyitása, 1…d5
- A04 Réti-megnyitás
- A05 Réti-megnyitás, 2…Hf6
- A06 Réti-megnyitás, 2…d5
- A07 Réti-megnyitás, királyindiai támadás (Barcza-rendszer)
- A08 Réti-megnyitás, királyindiai támadás
- A09 Réti-megnyitás, 2…d5 3.c4
- A10 Angol megnyitás
- A11 Angol, Caro–Kann-védelem
- A12 Angol, Caro–Kann-védelem
- A13 Angol megnyitás
- A14 Angol, elhárított újkatalán
- A15 Angol, 1…Hf6 (anglo-indiai védelem)
- A16 Angol megnyitás
- A17 Angol megnyitás, sündisznó-védelem
- A18 Angol megnyitás, Mikenas–Carls-változat
- A19 Angol megnyitás, Mikenas–Carls, szicíliai változat
- A20 Angol megnyitás
- A21 Angol megnyitás
- A22 Angol megnyitás
- A23 Angol megnyitás, brémai rendszer, Keres-változat
- A24 Angol megnyitás, brémai rendszer 3…g6-tal
- A25 Angol megnyitás, fordított szicíliai
- A26 Angol megnyitás, zárt rendszer
- A27 Angol megnyitás, háromhuszáros rendszer
- A28 Angol megnyitás, négyhuszáros rendszer
- A29 Angol megnyitás, négyhuszáros, királyszárnyi fianchetto
- A30 Angol megnyitás, szimmetrikus változat
- A31 Angol megnyitás, szimmetrikus, Benoni-változat
- A32 Angol megnyitás, szimmetrikus
- A33 Angol megnyitás, szimmetrikus
- A34 Angol megnyitás, szimmetrikus
- A35 Angol megnyitás, szimmetrikus
- A36 Angol megnyitás, szimmetrikus
- A37 Angol megnyitás, szimmetrikus
- A38 Angol megnyitás, szimmetrikus
- A39 Angol megnyitás, szimmetrikus, d4-gyel
- A40 Vezérgyalog-játék
- A41 Vezérgyalog-játék
- A42 Modern védelem, Averbah-rendszer
- A43 Óbenoni védelem
- A44 Óbenoni védelem
- A45 Vezérgyalog-játék
- A46 Vezérgyalog-játék
- A47 Vezérindiai védelem
- A48 Királyindiai védelem, kelet-indiai védelem
- A49 Királyindiai, fianchetto c4 nélkül
- A50 Vezérgyalog-játék
- A51 Elhárított budapesti védelem
- A52 Budapesti védelem
- A53 Óindiai védelem
- A54 Óindiai, ukrán változat
- A55 Óindiai, főváltozat
- A56 Benoni-védelem
- A57 Benkő-csel
- A58 Elfogadott Benkő-csel
- A59 Benkő-csel, 7.e4
- A60 Benoni-védelem
- A61 Benoni-védelem
- A62 Benoni, fianchetto-változat
- A63 Benoni, fianchetto-változat, 9…Hbd7
- A64 Benoni, fianchetto-változat, 11…Re8
- A65 Benoni, 6.e4
- A66 Benoni, gyalogroham-változat
- A67 Benoni, Tajmanov-változat
- A68 Benoni, négygyalogos támadás
- A69 Benoni, négygyalogos támadás, főváltozat
- A70 Benoni, klasszikus, e4 és Hf3-mal
- A71 Benoni, klasszikus, 8.Bg5
- A72 Benoni, klasszikus, 9.O-O nélkül
- A73 Benoni, klasszikus, 9.O-O
- A74 Benoni, klasszikus, 9…a6, 10.a4
- A75 Benoni, klasszikus, …a6 és 10…Fg4-gyel
- A76 Benoni, klasszikus, 9…Be8
- A77 Benoni, klasszikus, 9…Be8, 10.Hd2
- A78 Benoni, klasszikus, Be8 és …Ha6-tal
- A79 Benoni, klasszikus, 11.f3
- A80 Holland védelem
- A81 Holland védelem
- A82 Holland, Staunton-csel
- A83 Holland, Staunton-csel, Staunton-változat
- A84 Holland védelem
- A85 Holland védelem, 2.c4 és 3.Hc3
- A86 Holland védelem, 2.c4 és 3.g3
- A87 Holland védelem, leningrádi, fő változat
- A88 Holland védelem, leningrádi, fő változat 7…c6-tal
- A89 Holland védelem, leningrádi, fő változat Hc6-tal
- A90 Holland védelem
- A91 Holland védelem
- A92 Holland védelem
- A93 Holland védelem, Stonewall, Botwinnik-változat
- A94 Holland védelem, Stonewall Ba3-mal
- A95 Holland védelem, Stonewall Hc3-mal
- A96 Holland védelem, klasszikus változat
- A97 Holland védelem, Ilyin–Genevsky-változat
- A98 Holland védelem, Ilyin–Genevsky-változat Vc2-vel
- A99 Holland védelem, Ilyin–Genevsky-változat b3-mal

## B

### B00–B19
1.e4 - 1…c5, 1…e6 vagy 1…e5 nélkül (B00–B19)
- B00 Királygyalog-megnyitás 1… e5, 1… d5, 1… Hf6, 1… g6, 1… d6, 1… c6, 1… c5 nélkül. (Benne a Nimzowitsch-védelem, a Szent György-védelem, az Owen-védelem, a Víziló-védelem, a Fred-védelem és mások.)
- B01 Skandináv védelem (Ellentámadás-a-centrumban-védelem)
- B02 Aljechin-védelem
- B03 Aljechin-védelem 3.d4
- B04 Aljechin-védelem, modern változat
- B05 Aljechin-védelem, modern változat, 4… Fg4
- B06 Robatsch-védelem (vagy modern védelem), benne a Majomfenék
- B07 Pirc-védelem
- B08 Pirc, klasszikus (kétcsikós) rendszer
- B09 Pirc, osztrák támadás
- B10 Caro–Kann-védelem
- B11 Caro–Kann, kétcsikós, 3… Fg4
- B12 Caro–Kann-védelem
- B13 Caro–Kann, csereváltozat
- B14 Caro–Kann, Panov–Botvinnik-támadás, 5…e6
- B15 Caro–Kann-védelem
- B16 Caro–Kann, Bronstejn–Larsen-változat
- B17 Caro–Kann, Steinitz-változat
- B18 Caro–Kann, klasszikus változat
- B19 Caro–Kann, klasszikus, 7… Hd7

### B20–B99
1.e4 c5: Szicíliai védelem (B20–B99)
- B20 Szicíliai védelem
- B21 Szicíliai, Grand Prix-támadás és Smith–Morra-áldozat, benne a szibériai csapda
- B22 Szicíliai védelem, Alapin-változat (2.c3)
- B23 Szicíliai, zárt
- B24 Szicíliai, zárt
- B25 Szicíliai, zárt
- B26 Szicíliai, zárt, 6.Fe3
- B27 Szicíliai védelem
- B28 Szicíliai, O'Kelly-változat
- B29 Szicíliai, Nimzowitsch–Rubinstein-változat
- B30 Szicíliai védelem
- B31 Szicíliai, Nimzowitsch–Rossolimo-támadás (…g6-tal, …d6 nélkül)
- B32 Szicíliai védelem
- B33 Szicíliai, Szvesnyikov (Lasker–Pelikán)-változat
- B34 Szicíliai védelem, gyors fianchetto, csereváltozat
- B35 Szicíliai védelem, gyors fianchetto, modern változat Fc4-gyel
- B36 Szicíliai védelem, gyors fianchetto, Maróczy-felállás
- B37 Szicíliai védelem, gyors fianchetto, Maróczy-felállás, 5…Fg7
- B38 Szicíliai védelem, gyors fianchetto, Maróczy-felállás, 6.Fe3
- B39 Szicíliai védelem, gyors fianchetto, Breyer-változat
- B40 Szicíliai védelem
- B41 Szicíliai, Kan-változat
- B42 Szicíliai, Kan, 5.Fd3
- B43 Szicíliai, Kan, 5.Hh3
- B44 Szicíliai védelem
- B45 Szicíliai, Tajmanov-változat
- B46 Szicíliai, Tajmanov-változat
- B47 Szicíliai, Tajmanov (Basztrikov)-változat
- B48 Szicíliai, Tajmanov-változat
- B49 Szicíliai, Tajmanov-változat
- B50 Szicíliai
- B51 Szicíliai, Canal–Sokolsky-támadás
- B52 Szicíliai, Canal–Sokolsky-támadás, 3…Fd7
- B53 Szicíliai, Chekhover-változat
- B54 Szicíliai
- B55 Szicíliai, Prins-változat, velencei támadás
- B56 Szicíliai
- B57 Szicíliai, Sozin (a scheveningeni nem), beleértve: Magnus Smith-csapda
- B58 Szicíliai, klasszikus
- B59 Szicíliai, Boleslavsky-változat, 7.Hb3
- B60 Szicíliai, Richter–Rauzer
- B61 Szicíliai, Richter–Rauzer, Larsen-változat, 7.Vd2
- B62 Szicíliai, Richter–Rauzer, 6…e6
- B63 Szicíliai, Richter–Rauzer, Rauzer-támadás
- B64 Szicíliai, Richter–Rauzer, Rauzer-támadás, 7…Fe7 védelem, 9.f4
- B65 Szicíliai, Richter–Rauzer, Rauzer-támadás, 7…Fe7 védelem, 9…Hxd4
- B66 Szicíliai, Richter–Rauzer, Rauzer-támadás, 7…a6
- B67 Szicíliai, Richter–Rauzer, Rauzer-támadás, 7…a6 védelem, 8…Fd7
- B68 Szicíliai, Richter–Rauzer, Rauzer-támadás, 7…a6 védelem, 9…Fe7
- B69 Szicíliai, Richter–Rauzer, Rauzer-támadás, 7…a6 védelem, 11.Fxf6
- B70 Szicíliai védelem, sárkányváltozat
- B71 Szicíliai, sárkány, Levenfish-változat
- B72 Szicíliai, sárkány, 6.Fe3
- B73 Szicíliai, sárkány, klasszikus, 8.O-O
- B74 Szicíliai, sárkány, klasszikus, 9.Hb3
- B75 Szicíliai, sárkány, jugoszláv támadás
- B76 Szicíliai, sárkány, jugoszláv támadás, 7…O-O
- B77 Szicíliai, sárkány, jugoszláv támadás, 9.Fc4
- B78 Szicíliai, sárkány, jugoszláv támadás, 10.O-O-O
- B79 Szicíliai, sárkány, jugoszláv támadás, 12.h4
- B80 Szicíliai védelem, scheveningeni változat
- B81 Szicíliai, scheveningeni, Keresz-támadás
- B82 Szicíliai, scheveningeni, 6.f4
- B83 Szicíliai, scheveningeni, 6.fe2
- B84 Szicíliai, scheveningeni (Paulsen), klasszikus változat
- B85 Szicíliai, scheveningeni, klasszikus változat …Vc7-tel és …Hc6-tal
- B86 Szicíliai, Sozin-támadás
- B87 Sozin …a6-tal és …b5-tel
- B88 Szicíliai, Sozin, Leonhardt-változat
- B89 Szicíliai, Sozin, 7.Fe3
- B90 Szicíliai, Najdorf
- B91 Szicíliai, Najdorf, zágrábi (fianchetto) változat (6.g3)
- B92 Szicíliai, Najdorf, Opocensky-változat (6.Fe2)
- B93 Szicíliai, Najdorf, 6.f4
- B94 Szicíliai, Najdorf, 6.Fg5
- B95 Szicíliai, Najdorf, 6…e6
- B96 Szicíliai, Najdorf, 7.f4
- B97 Szicíliai, Najdorf, 7…Vb6 beleértve: Mérgezett gyalog változat
- B98 Szicíliai, Najdorf, 7…Fe7
- B99 Szicíliai, Najdorf, 7…Fe7 Fő változat

## C

### C00–C19
1.e4 e6: Francia védelem (C00–C19)
- C00 Francia védelem
- C01 Francia, csereváltozat, Kingston-védelem
- C02 Francia, előretörő változat
- C03 Francia, Tarrasch-változat
- C04 Francia, Tarrasch, Guimard fő folytatás
- C05 Francia, Tarrasch, zárt változat
- C06 Francia, Tarrasch, zárt változat, fő folytatás
- C07 Francia, Tarrasch, nyílt változat
- C08 Francia, Tarrasch, nyílt, 4.exd5 exd5
- C09 Francia, Tarrasch, nyílt változat, fő folytatás
- C10 Francia, Paulsen-változat
- C11 Francia védelem
- C12 Francia, MacCutcheon-változat
- C13 Francia, klasszikus változat
- C14 Francia, klasszikus változat
- C15 Francia, Winawer (Nimzowitsch)-változat
- C16 Francia, Winawer, előretörő változat
- C17 Francia, Winawer, előretörő változat
- C18 Francia, Winawer, előretörő változat
- C19 Francia, Winawer, előretörő változat, 6…He7

### C20-C99
1.e4 e5 Nyílt játék vagy dupla királygyalog-játék (C20-C99)
- C20 Királygyalog-játék (benne az Alapin-megnyitás, a Lopez-megnyitás, a Napóleon-megnyitás, a portugál megnyitás és a Parham-támadás)
- C21 Centrumjáték (benne a dán csel)
- C22 Centrumjáték
- C23 Futómegnyitás
- C24 Futómegnyitás, berlini védelem
- C25 Bécsi játék
- C26 Bécsi játék, Falkbeer-változat
- C27 Bécsi játék, Drakula-változat
- C28 Bécsi játék
- C29 Bécsi játék, Kaufmann-változat (beleértve a würzburgi csapdát)
- C30 Királycsel
- C31 Visszautasított királycsel
- C32 Visszautasított királycsel, Felkbeer-ellencsel
- C33 Elfogadott királycsel
- C34 Elfogadott királycsel, beleértve a Fischer-védelem
- C35 Elfogadott királycsel, Cunningham-védelem
- C36 Elfogadott királycsel, abháziai védelem (klasszikus védelem, modern védelem)
- C37 Elfogadott királycsel, Quaade-csel
- C38 Elfogadott királycsel
- C39 Elfogadott királycsel, Allagier- és Kiesertsky-cselek, beleértve a Rice-csel
- C40 Királyhuszár-megnyitás (benne a Gunderam-védelem, a Greco-védelem, a Damiano-védelem, az elefántcsel, a lett csel)
- C41 Philidor-védelem
- C42 Orosz védelem (más néven Petrov-védelem), benne a Marshall-csapda
- C43 Orosz védelem, modern (Steinitz-) támadás
- C44 Királygyalog-játék (benne a Ponziani-megnyitás, a Fordított magyar megnyitás az ír csel, a Konsztantyinopolszkij-védelem és a skót játék egy része
- C45 Skót játék
- C46 Háromhuszáros játék, benne a Müller–Schulze-csel
- C47 Négyhuszáros játék, skót változat
- C48 Négyhuszáros játék, spanyol változat
- C49 Négyhuszáros játék, dupla spanyol változat
- C50 Királygyalog játék, benne Blackburne shillinges csele, a magyar védelem, az olasz csel, a Légal-csapda, a Rousseau-csel és a Giuoco Pianissimo
- C51 Evans-csel
- C52 Evans-csel 4…Fxb4, 5.c3 Fa5-tel
- C53 Giuoco Piano
- C54 Giuoco Piano
- C55 Kéthuszáros védelem
- C56 Kéthuszáros védelem, benne a Canal-változat
- C57 Kéthuszáros védelem, benne a sültmáj-támadás
- C58 Kéthuszáros védelem
- C59 Kéthuszáros védelem
- C60 Spanyol megnyitás
- C61 Spanyol megnyitás, Bird-védelem
- C62 Spanyol megnyitás, régi Steinitz-megnyitás
- C63 Spanyol megnyitás, Schliemann-védelem
- C64 Spanyol megnyitás, Cordel-védelem (klasszikus védelem)
- C65 Spanyol megnyitás, berlini védelem, benne a Mortimer-csapda
- C66 Spanyol megnyitás, berlini védelem, 4.0-0, d6
- C67 Spanyol megnyitás, berlini védelem, nyílt változat
- C68 Spanyol megnyitás, csereváltozat
- C69 Spanyol megnyitás, csereváltozat, 5.0-0
- C70 Spanyol megnyitás
- C71 Spanyol megnyitás, modern Steinitz-védelem
- C72 Spanyol megnyitás, modern Steinitz-védelem, 5.0-0
- C73 Spanyol megnyitás, modern Steinitz-védelem, Richter-változat
- C74 Spanyol megnyitás, modern Steinitz-védelem
- C75 Spanyol megnyitás, modern Steinitz-védelem
- C76 Spanyol megnyitás, modern Steinitz-védelem, Bronstejn-változat (fianchetto-változat)
- C77 Spanyol megnyitás, Morphy-védelem
- C78 Spanyol megnyitás, 5.0-0
- C79 Spanyol megnyitás, elhárított Steinitz-védelem (orosz védelem)
- C80 Spanyol megnyitás, nyílt védelem (Tarrasch-védelem)
- C81 Spanyol megnyitás, nyílt, Howell-támadás
- C82 Spanyol megnyitás, nyílt, 9.c3
- C83 Spanyol megnyitás, nyílt, klasszikus védelem
- C84 Spanyol megnyitás, zárt védelem
- C85 Spanyol megnyitás, duplán elhárított csereváltozat
- C86 Spanyol megnyitás, Worrall-támadás
- C87 Spanyol megnyitás, zárt, Averbah-változat
- C88 Spanyol megnyitás, zárt
- C89 Spanyol megnyitás, Marshall-ellentámadás
- C90 Spanyol megnyitás, zárt, …d6-tal
- C91 Spanyol megnyitás, zárt, 9.d4
- C92 Spanyol megnyitás, zárt, 9.h3
- C93 Spanyol megnyitás, zárt, Szmiszlov-védelem
- C94 Spanyol megnyitás, zárt, Breyer-védelem
- C95 Spanyol megnyitás, zárt, Breyer, 10.d4
- C96 Spanyol megnyitás, zárt, 8…Ha5
- C97 Spanyol megnyitás, zárt, Csigorin-változat
- C98 Spanyol megnyitás, zárt, Csigorin, 12…Hc6
- C99 Spanyol megnyitás, zárt, Csigorin, 12….c5d4

## D

### D00–D69
1.d4 d5: Zárt játék (D00–D69)
- D00 Vezérgyalog-játék (benne a Blackmar–Diemer-csel, a Halosar-csapda és mások)
- D01 Richter–Vereszov-támadás
- D02 Vezérgyalog-játék, 2.Hf3
- D03 Torre-támadás, Tartakower-változat
- D04 Vezérgyalog-játék
- D05 Vezérgyalog-játék, Zukertort-változat (benne a Colle-rendszer)
- D06 Vezércsel (benne a balti védelem, a Marshall-védelem és a szimmetrikus védelem)
- D07 Vezércsel; Csigorin-védelem
- D08 Vezércsel; Albin-ellencsel és Lasker-csapda
- D09 Vezércsel; Albin-ellencsel, 5.g3
- D10 Vezércsel; Szláv védelem
- D11 Vezércsel; Szláv védelem, 3.Hf3
- D12 Vezércsel; Szláv védelem, 4.e3 Ff5
- D13 Vezércsel; Szláv védelem, csereváltozat
- D14 Vezércsel; Szláv védelem, csereváltozat
- D15 Vezércsel; Szláv védelem, 4.Hc3
- D16 Vezércsel; Elfogadott szláv védelem, Alapin-változat
- D17 Vezércsel; Szláv védelem, cseh védelem
- D18 Vezércsel; Holland változat
- D19 Vezércsel; Holland változat
- D20 Elfogadott vezércsel
- D21 Elfogadott vezércsel, 3.Hf3
- D22 Elfogadott vezércsel; Aljechin-védelem
- D23 Elfogadott vezércsel
- D24 Elfogadott vezércsel, 4.Hc3
- D25 Elfogadott vezércsel, 4.e3
- D26 Elfogadott vezércsel; klasszikus változat
- D27 Elfogadott vezércsel; klasszikus változat
- D28 Elfogadott vezércsel; klasszikus változat, 7.Ve2
- D29 Elfogadott vezércsel; klasszikus változat, 8…Fb7
- D30 Elhárított vezércsel
- D31 Elhárított vezércsel, 3.Hc3
- D32 Elhárított vezércsel; Tarrasch-védelem
- D33 Elhárított vezércsel; Tarrasch-védelem, Schlechter–Rubinstein-rendszer
- D34 Elhárított vezércsel; Tarrasch-védelem, 7…Fe7
- D35 Elhárított vezércsel; csereváltozat
- D36 Elhárított vezércsel; csereváltozat, pozíciós vonal, 6.Vc2
- D37 Elhárított vezércsel; 4.Hf3
- D38 Elhárított vezércsel; Ragozin-változat
- D39 Elhárított vezércsel; Ragozin, bécsi változat
- D40 Elhárított vezércsel; fél-Tarrasch-védelem
- D41 Elhárított vezércsel; fél-Tarrasch, 5.cd
- D42 Elhárított vezércsel; fél-Tarrasch, 7.Fd3
- D43 Elhárított vezércsel; Fél-szláv védelem
- D44 Elhárított vezércsel; Fél-szláv 5.Fg5 dxc4
- D45 Elhárított vezércsel; Fél-szláv 5.e3
- D46 Elhárított vezércsel; Fél-szláv 6.Fd3
- D47 Elhárított vezércsel; Fél-szláv 7.Fc4
- D48 Elhárított vezércsel; meráni, 8…a6
- D49 Elhárított vezércsel; meráni, 11.Hxb5
- D50 Elhárított vezércsel; 4.Fg5
- D51 Elhárított vezércsel; 4.Fg5 Hbd7 (Cambridge Springs-védelem és elefánt-csapda)
- D52 Elhárított vezércsel
- D53 Elhárított vezércsel; 4.Fg5 Fe7
- D54 Elhárított vezércsel; anti-neoortodox változat
- D55 Elhárított vezércsel; 6.Hf3
- D56 Elhárított vezércsel; Lasker-védelem
- D57 Elhárított vezércsel; Lasker-védelem, fő vonal
- D58 Elhárított vezércsel; Tartakower-rendszer (Makagonov–Bondarevszkij-rendszer)
- D59 Elhárított vezércsel; Tartakower (Makagonov–Bondarevszkij), 8.cd Hxd5
- D60 Elhárított vezércsel; ortodox védelem
- D61 Elhárított vezércsel; ortodox védelem, Rubinstein-változat
- D62 Elhárított vezércsel; ortodox védelem, 7.Vc2 c5, 8.cd (Rubinstein)
- D63 Elhárított vezércsel; ortodox védelem, 7.Bc1
- D64 Elhárított vezércsel; ortodox védelem, Rubinstein-támadás (Bc1-gyel)
- D65 Elhárított vezércsel; ortodox védelem, Rubinstein-támadás, fő vonal
- D66 Elhárított vezércsel; ortodox védelem, Fd3 vonal, benne a Rubinstein-csapda
- D67 Elhárított vezércsel; ortodox védelem, Fd3 vonal, Capablanca felszabadító manővere
- D68 Elhárított vezércsel; ortodox védelem, klasszikus változat
- D69 Elhárított vezércsel; ortodox védelem, klasszikus, 13.dxe5

### D70–D99
1.d4 Hf6 2.c4 g6, 3…d5-tel: Grünfeld-védelem (D70–D99)
- D70 Új-Grünfeld-védelem
- D71 Új-Grünfeld, 5.cxd5
- D72 Új-Grünfeld, 5.cxd5, főváltozat
- D73 Új-Grünfeld, 5.Hf3
- D74 Új-Grünfeld, 6.cxd5 Hxd5, 7.O-O
- D75 Új-Grünfeld, 6.cxd5 Hxd5, 7.O-O c5, 8.Hc3
- D76 Új-Grünfeld, 6.cxd5 Hxd5, 7.O-O Hb6
- D77 Új-Grünfeld, 6.O-O
- D78 Új-Grünfeld, 6.O-O c6
- D79 Új-Grünfeld, 6.O-O, főváltozat
- D80 Grünfeld-védelem
- D81 Grünfeld; orosz változat
- D82 Grünfeld, 4.Ff4
- D83 Grünfeld-csel
- D84 Elfogadott Grünfeld-csel
- D85 Grünfeld, csereváltozat
- D86 Grünfeld, csereváltozat, klasszikus változat
- D87 Grünfeld, csereváltozat, Szpasszkij-változat
- D88 Grünfeld, Szpasszkij-változat, főváltozat, 10...cxd4, 11. cxd4
- D89 Grünfeld, Szpasszkij-változat, főváltozat, 13.Fd3
- D90 Grünfeld, háromhuszáros változat
- D91 Grünfeld, 5.Fg5
- D92 Grünfeld, 5.Ff4
- D93 Grünfeld, 5.Ff4 O-O 6.e3
- D94 Grünfeld, 5.e3
- D95 Grünfeld, 5.e3 O-O 6.Vb3
- D96 Grünfeld, orosz változat
- D97 Grünfeld, orosz változat, 7.e4
- D98 Grünfeld, orosz, Szmiszlov-változat
- D99 Grünfeld-védelem, Szmiszlov, főváltozat

## E

### E00–E59
1.d4 Hf6 2.c4 e6: Indiai védelmek …e6-tal (E00–E59)
- E00 Vezérgyalog játék (benne az újindiai támadás, a Trompowski-támadás, a katalán megnyitás és mások)
- E01 Katalán megnyitás, zárt
- E02 Katalán, nyílt, 5.Va4
- E03 Katalán, nyílt, Aljechin-változat
- E04 Katalán, nyílt, 5.Hf3
- E05 Katalán, nyílt, klasszikus változat
- E06 Katalán, zárt, 5.Hf3
- E07 Katalán, zárt, 6…Hbd7
- E08 Katalán, zárt, 7.Vc2
- E09 Katalán, zárt, fő változat
- E10 Vezérgyalog-játék 3.Hf3, benne a Blumenfeld-ellencsel és a Dőry-védelem
- E11 Bogo-indiai védelem
- E12 Vezérindiai védelem
- E13 Vezérindiai, 4.Hc3, fő változat
- E14 Vezérindiai, 4.e3
- E15 Vezérindiai, 4.g3
- E16 Vezérindiai, Capablanca-változat
- E17 Vezérindiai, 5.Fg2 Fe7
- E18 Vezérindiai, régi fő változat, 7.Hc3
- E19 Vezérindiai, régi fő változat, 9.Vxc3
- E20 Nimzoindiai védelem
- E21 Nimzoindiai védelem, háromhuszáros változat
- E22 Nimzoindiai védelem, Spielmann-változat
- E23 Nimzoindiai védelem, Spielmann, 4…c5, 5.dc Hc6
- E24 Nimzoindiai védelem, Saemisch-változat
- E25 Nimzoindiai védelem, Saemisch-változat, Keresz-variáció
- E26 Nimzoindiai védelem, Saemisch-változat, 4.a3 Fxc3+ 5.bxc3 c5 6.e3
- E27 Nimzoindiai védelem, Saemisch-változat, 5…0-0
- E28 Nimzoindiai védelem, Saemisch-változat, 6.e3
- E29 Nimzoindiai védelem, Saemisch-változat, fő vonal
- E30 Nimzoindiai védelem, leningrádi változat
- E31 Nimzoindiai védelem, leningrádi változat, fő vonal
- E32 Nimzoindiai védelem, klasszikus változat
- E33 Nimzoindiai védelem, klasszikus változat, 4…Hc6
- E34 Nimzoindiai védelem, klasszikus, Noa-variáció
- E35 Nimzoindiai védelem, klasszikus, Noa-variáció, 5.cxd5 exd5
- E36 Nimzoindiai védelem, klasszikus, Noa-variáció, 5.a3
- E37 Nimzoindiai védelem, klasszikus, Noa-variáció, fő változat 7.Vc2
- E38 Nimzoindiai védelem, klasszikus, 4…c5
- E39 Nimzoindiai védelem, klasszikus, Pirc-variáció
- E40 Nimzoindiai védelem, 4.e3
- E41 Nimzoindiai védelem, 4.e3 c5
- E42 Nimzoindiai védelem, 4.e3 c5, 5.He2 (Rubinstein)
- E43 Nimzoindiai védelem, Fischer-variáció
- E44 Nimzoindiai védelem, Fischer-variáció, 5.He2
- E45 Nimzoindiai védelem, 4.e3, Bronstejn (Byrne)-variáció
- E46 Nimzoindiai védelem, 4.e3 O-O
- E47 Nimzoindiai védelem, 4.e3 O-O, 5.Fd3
- E48 Nimzoindiai védelem, 4.e3 O-O, 5.Fd3 d5
- E49 Nimzoindiai védelem, 4.e3, Botvinnik-rendszer
- E50 Nimzoindiai védelem, 4.e3 e8g8, 5.Hf3, …d5 nélkül
- E51 Nimzoindiai védelem, 4.e3 e8g8, 5.Hf3 d7d5
- E52 Nimzoindiai védelem, 4.e3, fő változat …b6-tal
- E53 Nimzoindiai védelem, 4.e3, fő változat …c5-tel
- E54 Nimzoindiai védelem, 4.e3, Gligoric-rendszer 7…dc-vel
- E55 Nimzoindiai védelem, 4.e3, Gligoric-rendszer, Bronstejn-variáció
- E56 Nimzoindiai védelem, 4.e3, fő változat 7…Hc6-tal
- E57 Nimzoindiai védelem, 4.e3, fő változat 8…dxc4 és 9…Fxc4 cxd4
- E58 Nimzoindiai védelem, 4.e3, fő változat 8…Fxc3
- E59 Nimzoindiai védelem, 4.e3, fő változat

### E60–E99
1.d4 Hf6 2.c4 g6, 3…d5 nélkül: indiai rendszerek …g6-tal (kivéve a Grünfeldet) (E60–E99)
- E60 Királyindiai védelem
- E61 Királyindiai védelem, 3.Hc3
- E62 Királyindiai, fianchetto-változat
- E63 Királyindiai, fianchetto, Panno-variáció
- E64 Királyindiai, fianchetto, jugoszláv rendszer
- E65 Királyindiai, jugoszláv, 7.O-O
- E66 Királyindiai, fianchetto, jugoszláv Panno
- E67 Királyindiai, fianchetto …Hd7-tel
- E68 Királyindiai, fianchetto, klasszikus variáció, 8.e4
- E69 Királyindiai, fianchetto, klasszikus fő változat
- E70 Királyindiai, 4.e4
- E71 Királyindiai, Makagonov-rendszer (5.h3)
- E72 Királyindiai e4 & g3-mal
- E73 Királyindiai, 5.Fe2
- E74 Királyindiai, Averbah, 6…c5
- E75 Királyindiai, Averbah, fő változat
- E76 Királyindiai védelem, négygyalogos támadás
- E77 Királyindiai, négygyalogos támadás, 6.Fe2
- E78 Királyindiai, négygyalogos támadás, Fe2-vel és Hf3-mal
- E79 Királyindiai, négygyalogos támadás, fő változat
- E80 Királyindiai, Sämisch-variáció
- E81 Királyindiai, Sämisch, 5…O-O
- E82 Királyindiai, Sämisch, dupla fianchetto-változat
- E83 Királyindiai, Sämisch, 6…Hc6
- E84 Királyindiai, Sämisch, Panno, fő változat
- E85 Királyindiai, Sämisch, ortodox változat
- E86 Királyindiai, Sämisch, ortodox, 7.Hge2 c6
- E87 Királyindiai, Sämisch, ortodox, 7.d5
- E88 Királyindiai, Sämisch, ortodox, 7.d5 c6
- E89 Királyindiai, Sämisch, ortodox, fő változat
- E90 Királyindiai, 5.Hf3
- E91 Királyindiai, 6.Fe2
- E92 Királyindiai, klasszikus variáció
- E93 Királyindiai, Petroszjan-rendszer, fő változat
- E94 Királyindiai, ortodox variáció
- E95 Királyindiai, ortodox, 7…Hbd7, 8.Be1
- E96 Királyindiai, ortodox, 7…Hbd7, fő változat
- E97 Királyindiai, ortodox, Aronyin–Tajmanov-változat (jugoszláv támadás / Mar del Plata-változat)
- E98 Királyindiai, ortodox, Aronyin–Tajmanov, 9.He1
- E99 Királyindiai, ortodox, Aronyin–Tajmanov, fő változat